# كي (شركة)
كي شركة إنتاج أفلام كرتون يابانية، تأسست في 21 يوليو، 1998 بوصفها علامة تجارية تحت ناشر الفنون البصرية تقع في مدينة كيتا كوفي محافظة أوساكا ،في اليابان. اخذت الشركة الاسم عن أول رواية مصورة بعنوان المفتاح، والتي صدرت ' في يونيو / حزيران 1999.
اشتهرت الشركة بإنتاج الأفلام المصورة المرئية، وأغلب اعمالها عن الأنمي والمانغا.

## وصلات خارجية
- كي على موقع ميوزك برينز (الإنجليزية)
- كي على موقع ANN company (الإنجليزية)